# Orquesta Nacional de España
L'Orquesta Nacional de España è una orchestra sinfonica con sede a Madrid, Spagna.

## Storia
Anche se l'orchestra ha avuto origine nel 1937, durante la guerra civile spagnola, è stata legalmente fondata nel 1940, dalla fusione di Pérez Casas' Filarmónica e l'Orquesta Sinfónica di Enrique Fernández Arbós.
Il primo concerto ufficiale dell'orchestra appena fondata fu nel marzo 1941 presso il Teatro Maria Guerrero di Madrid diretta dall'importante direttore portoghese Pedro de Freitas Branco (1896-1963). I principali direttori di questi primi anni dell'orchestra furono Ernesto Halffter, José María Franco, Enrique Jordá, Eduard Toldrà e Jesús Arámbarri, fino alla designazione del primo direttore principale dell'orchestra, Bartolomé Pérez Casas. Dopo la sua morte il nuovo direttore principale era Ataúlfo Argenta, che era nell'orchestra dal 1945 come suonatore di strumenti a tasti.

## Direttori principali
- Bartolomé Pérez Casas (1942–1947)
- Ataúlfo Argenta (1947–1958)
- Rafael Frühbeck de Burgos (1962–1978)
- Antoni Ros-Marbà (1978–1981)
- Jesús López-Cobos (1984–1989)
- Aldo Ceccato (1991–1994)
- Josep Pons (2003–2011)
- David Afkham (2014–)[4]

## Lista strumentisti 2014-2015
Source: The Spanish National Orchestra's official website
| Primo violino   | Mauro Rossi, Birgit Kolar, Ane Matxain |
| Primi Violini   | Jesús León, José Enguídanos, Krzysztof Wisniewski, Ángel Alonso, Laura Calderón, Antonio Cárdenas, Jacek Cygan, Yoomim Chang, Kremena Gancheva, Raquel Hernando, Ana Llorens, Luz Moreno, Elena Nieva, Rosa Núñez, Stefano Postinghel, Mar Rodríguez, Georgi Vasilenko |
| Secondi Violini | Joan Espina, Laura Salcedo, Javier Gallego, Mario Pérez, Manuel Ambroa, Nuria Bonet, David Cañete, Carlos Cuesta, Amador Marqués, Gilles Michaud, Alfonso Ordieres, Roberto Salerno                                                                                    |
| Viole           | Cristina Pozas, Lorena Otero, Virginia Aparicio, Carlos Barriga, Roberto Cuesta, Dolores Egea, Paz Herrero, Julia Jiménez, Pablo Rivière, Dionisio Rodríguez, Gregory Salazar                                                                                          |
| Violoncelli     | Miguel Jiménez, Ángel Quintana, Mariana Cores, Enrique Ferrández, Adam Hunter, José Mañero, Nerea Martín, Josep Trescolí |
| Contrabbassi    | Antonio García, Ramón Mascarós, Luis Navidad, Pablo Múzquiz, Bárbara Veiga |
| Flauti          | Juana Guillem, José Sotorres, Ángel Angulo, Antonio Arias-Gago, José Oliver |
| Oboi            | Víctor Ánchel, Robert Silla, Vicente Sanchís, Rafael Tamarit, Ramón Puchades |
| Clarinetti      | Enrique Pérez, Javier Balaguer, José Tomás, Carlos Casadó, Eduardo Raimundo |
| Fagotti         | Enrique Abargues, Vicente Palomares, Miguel Alcocer, Miguel Simó, José Masiá |
| Trombe          | Manuel Blanco, Adán Delgado, Vicente Martínez |
| Corni           | Salvador Navarro, Rodolfo Epelde, Javier Bonet, Carlos Malonda, Salvador Ruiz |
| Tromboni        | Edmundo Vidal, Carlos Matamoros, Enrique Ferrando, Jordi Navarro, Francisco Guillén |
| Tuba            | Miguel Navarro |
| Arpa            | Nuria Llopis |
| Percussioni     | Juanjo Guillem, Rafael Gálvez, Pascual Osa, Félix Castro, Pedro Moreno |